# Aris Kalaizis
Aris Kalaizis (født 1966 i Leipzig) er en tysk-græsk maler.

## Biografi
Aris Kalaizis er søn af en græsk, politisk immigrant (fra den græske borgerkrig) i Leipzig. Efter et uddannelsesforløb i trykkemetoden ”offset printing” og i foto-teknik begyndte han at studere kunst i 1992 på the Academy of Visual Arts Leipzig (Hochschule für Grafik und Buchkunst). Han bestod sit studie med udmærkelsen summa cum laude i 1997. 
Han tog en master-uddannelse på Arno Rink fra 1997 til 2000. Hans første individuelle, offentlige udstilling fandt sted i 2005 og blev kurateret af Marburger Kunstverein. I 2007 præsenterede han sine værker i New York for første gang. Efter sin deltagelse i Biennale di Venezia (12. mostra internazionale architettura) samt ved den fjerde trianale i Guangzhou (Kina) fulgte international anderkendelse. Den internationalt orienterede trianale, som fandt sted på Guangdong Museum of Art, tilbød Kalaizis et meget stort lokale, så han kunne udstille otte, store malerier. Hans mest exceptionelle udstilling indtil videre blev arrangeret på paladsgrunden i Greiz (Schlossmuseum Greiz) og havde titlen ”The Double View”. I Greiz konfronterede Kalaizis det historiske rum og præmisser med moderne kunst. 
I sin studietid hentede Aris inspiration fra sin professor, og i de senere år er han i højere og højere grad blevet inspireret af barok-maleren Jusepe de Ribera og den britiske kunstner Francis Bacon. 
Han har siden år 2000 levet og arbejdet i Leipzig som professionel maler.

## Arbejde
Kalaizis konstruerer sine malerier, som ofte er udviklet i drømme, via omfattende iscenesættelse og ved at bygge store scener op af forestillede figurer. I denne proces tager han et stort antal pilot-fotografier, som det endelige maleri bliver malet ud fra. Hans scener er sommetider surrealistiske, men han udfolder scenernes subjekter omhyggeligt over lang tid. Han nedskriver ideer, som han måske bringer med på malerier i form af et manuskript. [1] Resultatet af denne sjældne, langsomme kreative proces er malede billeder, der viser idealiserede visioner og mulige indre verdner. 
Hans arbejde begynder med en drøm, der frembringer et indre billede eller et indre ønske. Efter at billedet er blevet tydeliggjort, bygger han en stor model af billedet i sit atelier eller leder efter visionen i scener, steder eller konstellationer i virkelighedens verden uden for sit atelier. Dernæst søger han efter noget (ofte en baggrund), som kommer tæt på hans ”ønskede baggrund”. Så snart denne er fundet, tager han fotos af stedet. Herefter følger en meditativ og refleksiv proces, hvor han søger efter scener, der kunne have fundet sted før og efter den afbildede scene. Denne proces adskiller Kalaizis fundamentalt fra fotorealisterne, som ikke udfordrer virkelighedens rammer, hvor nyt kan opstå. 
Antithesis er det mest indflydelsesrige, strukturelle princip i hans arbejde. Det ses ved, at hans malede arrangementer, der er arkiverede i hans arbejde, udfordrer og stiller spørgsmål ved det, som er afbildet med henblik på at frembringe et nuanceret, nyt projekt. Denne tydelige konsekvensprocedure er utrolig tidskrævende og resulterer kun i omkring fem malerier om året. Det frembringer scener, der er parallelle projekter af det, som eksisterer i virkeligheden. Det er en bevidst strategi, der står i skarp kontrast til den masseproduktion, mange nutidige kunstnere udfører. Fordi hans værker ikke helt kan klassificeres under surrealisme eller realisme, har den amerikanske historiker Carol Strickland udviklet termen ”sottorealism”, baseret på Kalaizis’ arbejde. I denne kontekst referer ”sotto” til ”udover” eller ”under” og henviser til det skjulte mysterium, der eksisterer bagved maleriets afbillede overflade. [2] Liv og død, drøm og virkelighed mødes på en anderledes måde. På grund af denne proces frembringer hans malerier et vist rod og rastløshed; en forstyrrelse af den indre symmetri. Hans malerier bliver ofte set som grusomme, hvor alting finder sted samtidig: Magi, ynde, harmoni og et dybt hul. Kalaizis nævner ofte surealiten André Masson i interviews og diskussioner, som engang sagde: “Ingenting er mere fascinerende end virkeligheden”. [3]

## Priser
- 1997 State scholarship fra the German State of Saxony
- 2001 Art prize fra the "Volks and Raiffeisenbank"
- 2005 USA (Columbus, OH) foreign scholarship fra the Ministry of Science and Art.
- 2007 ISCP-Residency, New York City, USA
- 2016 Beijing-Residency, China

## Interviews og dokumentation
- „East German expressionism"(2006), http://www.csmonitor.com/2006/0929/p11s02-alar.html
- „Gettersby". A Leipzig painter in NYC (2007), http://www.hustlerofculture.com/me_we/2007/10/nyc---gettersby.html Arkiveret 8. december 2007 hos  Wayback Machine
- Aris Kalaizis. Skizzen zu einer nachmodernen Ästhetik. Ein Traktat. Marburger Forum, Jg. 8/2007, Heft 2
- „Aris Kalaizis in Leipzig und Berlin" (2009), http://www.welt.de/die-welt/article3831413/Maerzgalerie-zeigt-Aris-Kalaizis-in-Leipzig-und-Berlin.html
- „Der Leipziger Maler Aris Kalaizis" (2005), http://www.philosophia-online.de/mafo/heft2005-2/Aris_Kalaizis.htm Arkiveret 24. februar 2012 hos  Wayback Machine
- Müssen Kunst und Kirchen Widerspruch sein. In: Tagesspiegel online, 20. Sep 2011

## Eksterne links
- Wikimedia Commons har flere filer relateret til Aris Kalaizis
- Official Website of Aris Kalaizis
- "I Have nothing to Say, Perhaps that is why I Paint" Arkiveret 13. juli 2011 hos  Wayback Machine A interview with Aris Kalaizis at Kreuzer-Magazine, March 2009
- Aris Kalaizis Arkiveret 22. februar 2012 hos  Wayback Machine at Maerzgalerie
- Die Ausstellung „Der doppelte Blick“ im Schloßmuseum Greiz (Webside ikke længere tilgængelig)
- Aris Kalaizis. Skizzen zu einer nachmodernen Ästhetik. Ein Traktat. Arkiveret 26. april 2012 hos  Wayback Machine Marburger Forum, 8/2007, Volume 2
- Ich habe nichts zu sagen-deshalb male ich. Arkiveret 4. november 2013 hos  Wayback Machine In: Kreuzer – Leipziger Stadtmagazin, 31. marts 2009
- Aris Kalaizis in Leipzig und Berlin. In: Die Welt online, 30. maj 2009
- Leipziger Ansichten in Düsseldorf. In: Rheinische Post online, 20. januar 2011
- Müssen Kunst und Kirchen Widerspruch sein. In: Tagesspiegel online, 20. september 2011
- Vorgetäuschte Realität. In: Neues Deutschland, 12. juni 2009